# League Rock
Der League Rock (von englisch league ‚Wegstunde, Reisestunde‘) ist eine auffällig abgerundete Felseninsel vor dem südlichen Ende der Adelaide-Insel westlich der Antarktischen Halbinsel. Sie liegt südwestlich des Box Reef.
Die hydrographischen Einheit der Royal Navy kartierte sie zwischen 1962 und 1963. Das UK Antarctic Place-Names Committee benannte sie 1964 so, da sie in einer Entfernung von einer Wegstunde zur damaligen Station Base T (heute die chilenische Station Luis Carvajal Villarroel) liegt.